# 山勝會
山勝會（山勝会）位於北海道本部的設置，日本的黑社會指定暴力團之一 六代目山口組旗下的3次團體。隸屬上部團體為 三代目誠友會。

## 最高幹部
- 會長·山口勝彥（三代目誠友會若頭）

## 下部團體（山口組的4次團體）
- 大杉組
- 佐佐木組
- 前田組
- 藤原組
- 遠藤組
- 關谷組
- 本間組
- 中川組